# 立川志の春
立川 志の春（たてかわ しのはる、1976年〈昭和51年〉8月14日 - ）は、大阪府豊中市出身の落語家。本名は小島一哲。出囃子は『供奴』。弟は劇団四季出身の作曲家・ミュージカル俳優の小島良太（オックスフォード大学卒業）。

## 略歴
大阪府豊中市で生まれる。住友生命保険に勤務する父の転勤のため、8歳から3年間をアメリカ・ニューヨークで過ごす。帰国後、千葉県柏市で育つ。渋谷教育学園幕張中学校・高等学校を経て、イェール大学を卒業。1999年（平成11年）に三井物産に入社し鉄鉱石を扱う部門に配属されたが、2001年11月に立川志の輔の落語を聞いて衝撃を受け、翌2002年10月に志の輔門下に入った。
2011年（平成23年）1月1日、二ツ目に昇進。
またイェール大学卒業ということで2011年6月には1年1組 平成教育学院（フジテレビ系列）にも落語家チームで出演した。
2020年4月1日、真打に昇進。3月に予定されていた真打昇進披露パーティーや6月に予定されていた昇進披露落語会は中止となり、真打昇進披露公演は翌年2021年5月30日の東京・国立演芸場「立川流落語会」となった。
2022年10月16日にはいったん中止となった真打昇進披露パーティーが2年越しで開催され、12月3日に有楽町朝日ホールで真打昇進披露落語会が開かれた。出演は志の春・志の輔・立川龍志・春風亭百栄・立川晴の輔・江戸家小猫（２代目）・三山ひろし（口上のみ）。

## 人物・逸話
- 2011年11月23日、特に周りに知らせず身内だけで自身の結婚披露宴を開いていたが、携帯電話に「ご愁傷様」「気落ちしていると思いますが」というメッセージを多数受け取る。不審に思っていたところ、テレビを見て大師匠にあたる立川談志が死去していたというニュースを初めて知った[15]。

## 著書
- 『誰でも笑える英語落語: Rakugo in English』新潮社、2013年12月。ISBN 978-4-10-335031-6。
- 『あなたのプレゼンに「まくら」はあるか? 落語に学ぶ仕事のヒント』星海社(出版) 講談社(発売)〈星海社新書 55〉、2014年11月。ISBN 978-4-06-138559-7。
- 『自分を壊す勇気～現状から一歩踏み出したいあなたの背中を押す本～』クロスメディア・パブリッシング(インプレス)、2015年2月。ISBN 978-4-84-437397-1。

## 出演

### 舞台（落語以外）
- 三山ひろし特別公演「坂田三吉物語」（2020年1月・明治座）-　原案・出演[16]

### テレビ
- ゴゴスマ（CBCテレビ、2022年 - ) - コメンテーター
- 未来予測反省会（2024年3月28日 - 、NHK総合）[17]

### ラジオ
- LuckyFM茨城放送「ダイバーシティーニュース」- コメンテーター（偶数月の木曜日）
- 小痴楽の楽屋ぞめき（NHKラジオ第一、2024年1月7日）- 大御所ゲスト

### インターネット放送
- 『浅草女子飲み46』 Season3 #12（2018年12月20日　FRESH!）- ゲスト出演